# Atepomarus
Atepomarus byl keltský bůh léčení. Apollón byl spojován s tímto bohem a to jako Apollo Atepomarus. 
V některých Apollonových léčebných svatyních jako např. v Sainte-Sabine se nacházely figurky koní s tímto bohem.
Kořen "epo" odkazuje na slovo "kůň" Epiteton je někdy překládán jako "velký jezdec" nebo "vlastnit skvělého koně".